# Андре Мажино
Андре Мажино (на френски: André Maginot) е френски политически и военен деятел, министър на отбраната на Франция (1922 – 1924, 1929 – 1930, 1931 – 1932). Известен най-вече със създадената по негова идея отбранителна линия „Мажино“.